# إيلي آني شنايدر
إيلي آني شنايدر (بالألمانية: Elly Annie Schneider)‏ هي ممثلة ألمانية، ولدت في 23 يوليو 1914 في شتولبن في ألمانيا، وتوفيت في 6 سبتمبر 2004 في ساراسوتا في الولايات المتحدة بسبب نوبة قلبية.

## وصلات خارجية
- إيلي آني شنايدر على موقع IMDb (الإنجليزية)
- إيلي آني شنايدر على موقع قاعدة بيانات الأفلام السويدية (السويدية)
- إيلي آني شنايدر على موقع قاعدة بيانات الفيلم (الإنجليزية)
- إيلي آني شنايدر على موقع كينوبويسك (الروسية)